# Audrey Marie Anderson

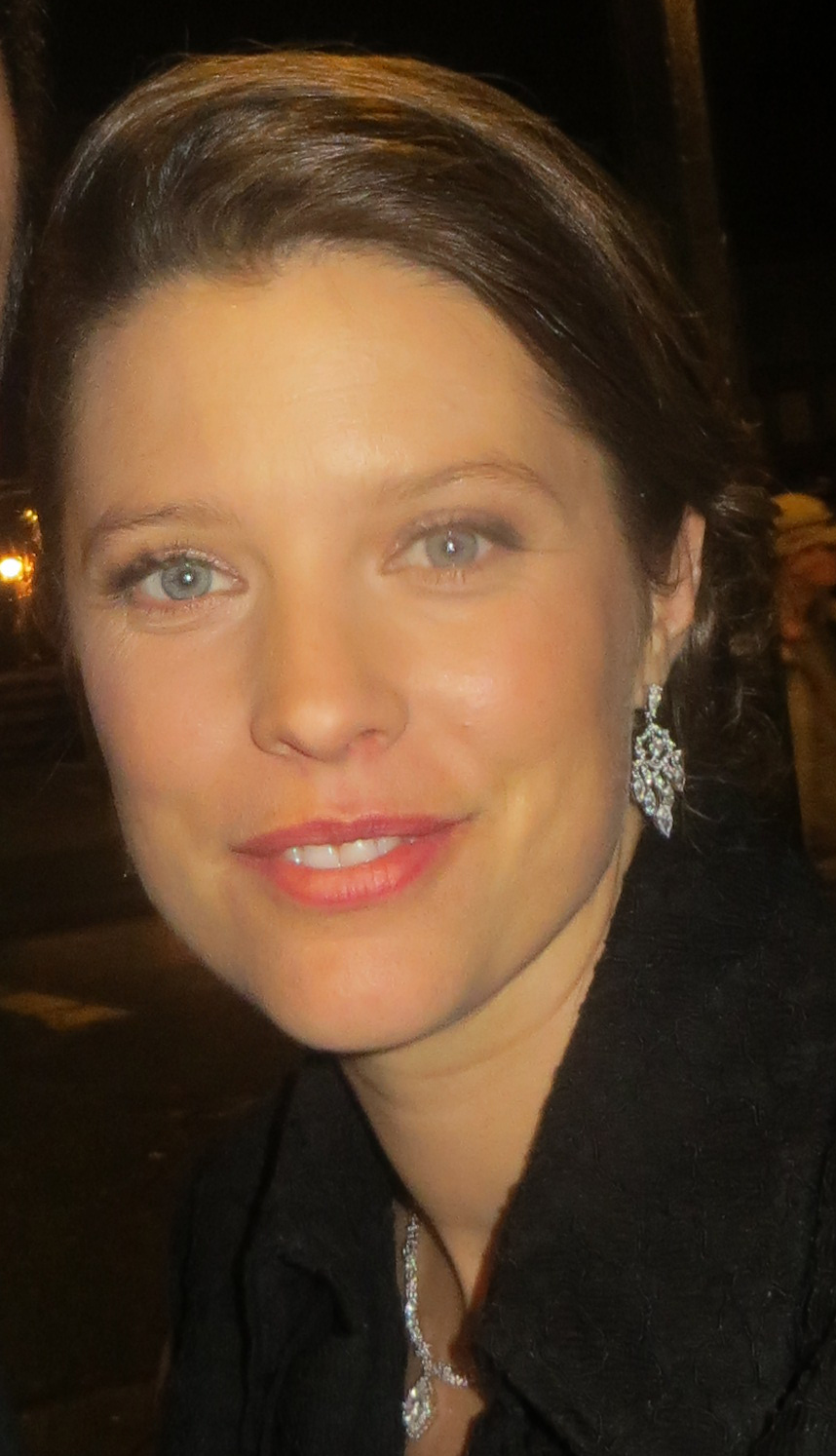
Audrey Marie Anderson (2015)

Audrey Marie Anderson (* 7. März 1975 in Fort Worth, Texas) ist ein US-amerikanisches Model und Schauspielerin.

## Leben
Audrey Marie Anderson ist geboren und aufgewachsen in Fort Worth, Texas und besuchte dort die R. L. Paschal High School.
Seit 2006 ist sie mit Joshua Barber verheiratet, sie haben zwei gemeinsame Kinder.

## Karriere
Ihre erste Rolle erhielt sie 1994 in der Serie Beverly Hills, 90210, anschließend
begann Anderson eine Modelkarriere, die in Anzeigen für Marken wie Armani, Gap, Biotherm, Target und American Eagle Outfitter erschienen, bevor sie eine wiederkehrende Rolle in der ABC-Dramaserie Once and Again hatte. Sie besuchte und absolvierte die Barbizon-Modeling and Acting School in Ft. Worth, Texas.
Bekannt wurde sie für ihre Rolle als Kim Brown in der CBS-Serie The Unit – Eine Frage der Ehre (2006–2009).
Sie trat in der Serie Still Life and Going to California auf und war Gaststar auf Without a Trace – Spurlos verschwunden. Zu ihren Filmen gehören Drop Dead Sexy, Moonlight Mile und Least Among Saints
Weitere Rollen hatte sie in den Serien NCIS: Los Angeles, Private Practice und Dr. House.
2013 erhielt sie in Arrow die wiederkehrende Rolle als Lyla Michaels, die Frau von John Diggle Jr. In der letzten Staffel der Serie wurde der Charakter
offiziell Harbinger in der Zeit des Ereignisses Crisis on Infinite Earths.
Die Charakterrolle der (Lyla Michaels / Harbinger) spielte sie in vier verschiedenen DC-Serien: Arrow (2012), The Flash (2014), Supergirl (2015) and Batwoman (2019).
2013 begann sie als Lilly Chambler in The Walking Dead wieder zu agieren.

## Filmografie (Auswahl)
- 1994: Beverly Hills, 90210 (Fernsehserie, 1 Folge)
- 1995: Law & Order (Fernsehserie, 1 Folge)
- 2000–2001: Noch mal mit Gefühl (Fernsehserie, 10 Folgen)
- 2001–2002: Going to California (Fernsehserie, 8 Folgen)
- 2002: Providence (Fernsehserie, 3 Folgen)
- 2002: Behind the Badge – Mord im Kleinstadtidyll
- 2002: Moonlight Mile
- 2002: A Painted House
- 2003: Still Life (Fernsehserie, 1 Folge)
- 2004: Larency
- 2004: Without a Trace – Spurlos verschwunden (Fernsehserie, 2 Folgen)
- 2005: Drop Dead Sexy
- 2005–2006: Point Pleasant (Fernsehserie, 4 Folgen)
- 2006: Bierfest
- 2006–2009: The Unit – Eine Frage der Ehre (Fernsehserie, 69 Folgen)
- 2010: NCIS: Los Angeles (Fernsehserie, 1 Folge)
- 2012: Private Practice (Fernsehserie, 1 Folge)
- 2012: Dr. House (Fernsehserie, 1 Folge)
- 2012: Least Among Saints
- 2013: Touch (Fernsehserie, 1 Folge)
- 2013: The Walking Dead (Fernsehserie, 3 Folgen)
- 2013–2020: Arrow (Fernsehserie, 40 Folgen)
- 2014: Olive Kitteridge (Miniserie, 1 Folge)
- 2014: Mockingbird
- 2015: Castle (Fernsehserie, 1 Folge)
- 2015: Minority Report (Fernsehserie, 1 Folge)
- 2016: Mad Dogs (Fernsehserie, 1 Folge)
- 2016: Away (Kurzfilm)
- 2016–2018: Ice (Fernsehserie, 20 Folgen)
- 2016–2019: The Flash (Fernsehserie, 5 Folgen)
- 2019: Supergirl (Fernsehserie, 1 Folge)
- 2019: Batwoman (Fernsehserie, 1 Folge)
- 2020: Legends of Tomorrow (Fernsehserie, 1 Folge)
- 2020: Tommy (Fernsehserie, 1 Folge)
- 2022: The Winchesters (Fernsehserie, 1 Folge)
- 2023: The Rookie (Fernsehserie, 1 Folge)
- 2023: Perry Mason (Fernsehserie, 1 Folge)